# Rivalno
Rivalno falu Horvátországban, Varasd megyében. Közigazgatásilag Martijanec község része.

## Fekvése
Varasdtól 17 km-re délkeletre, községközpontjától 3 km-re délre fekszik.

## Története
Lakosságát 1890-ben számlálták meg először önállóan, amikor 77 lakosa volt. 1910-ben 112 volt a lakosok száma. 1920-ig Varasd vármegye Ludbregi járásához tartozott. 1948-ban újra településrész lett, 1953-tól újra önálló faluként szerepel. 2001-ben 21 háza és 63 lakosa volt.

## Külső hivatkozások
- A község alapiskolájának honlapja Archiválva 2011. július 16-i dátummal a Wayback Machine-ben
- A Horvát Statisztikai Hivatal honlapja Archiválva 2011. november 16-i dátummal a Wayback Machine-ben